# Dolmen von Quélarn
Die Dolmen von Quélarn (auch Ensemble mégalithique de Quélarn oder La Garenne des Korrigans genannt) liegen beim Dorf Quélarn, südwestlich von Plobannalec-Lesconil, bei Pont-l’Abbé im Département Finistère in der Bretagne in Frankreich. Dolmen ist in Frankreich der Oberbegriff für Megalithanlagen aller Art (siehe: Französische Nomenklatur).

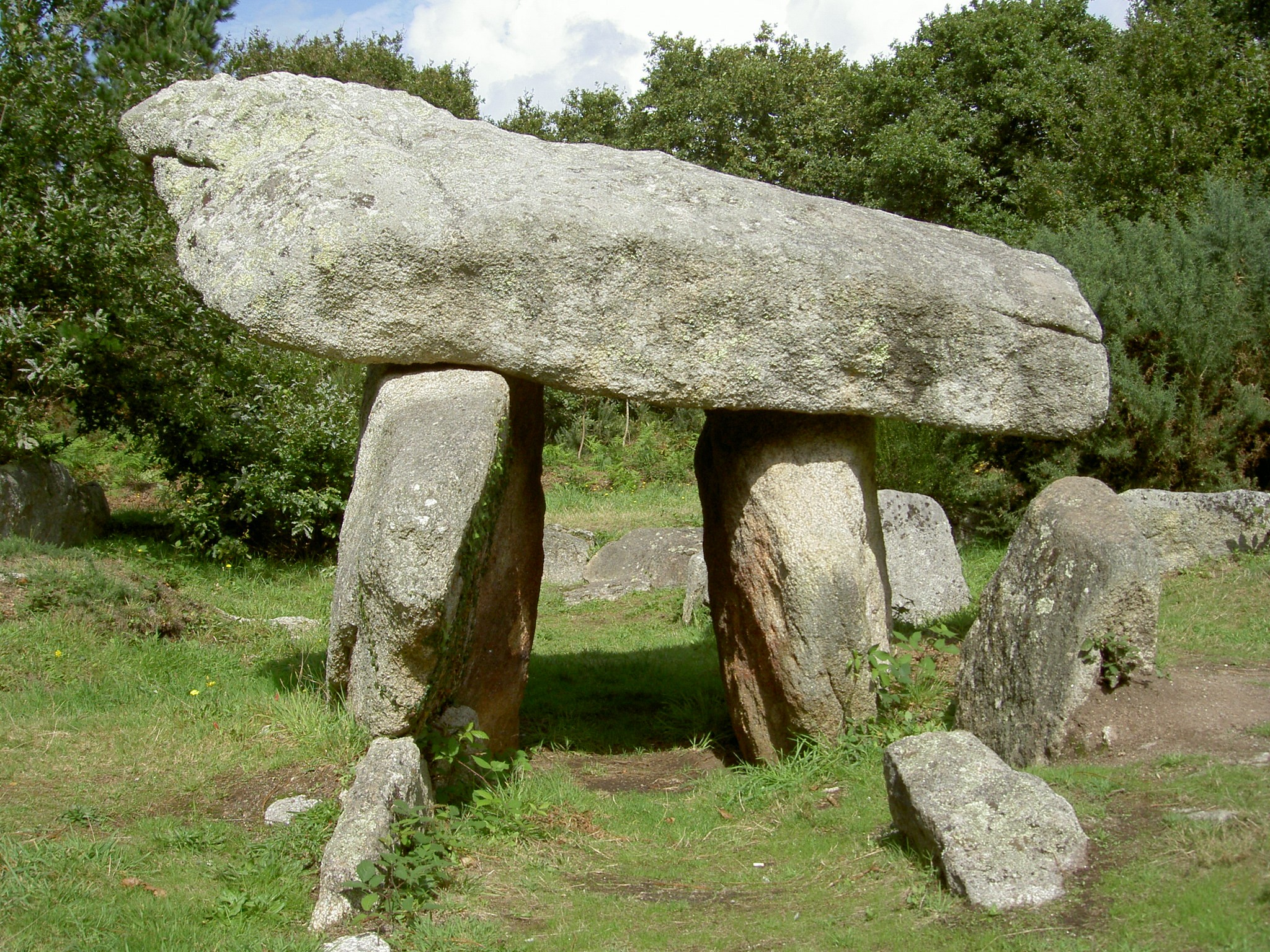
Dolmen von Quélarn

Die während der Jungsteinzeit errichteten Megalithen von Quélarn sind Teil einer Nekropole, in der am Ende des 19. Jahrhunderts 27 Gräber, aber nur ein halbwegs intakter Dolmen gefunden wurden. 
Bei neueren Ausgrabungen hat man festgestellt, dass Quélarn, ähnlich wie der Cairn von Barnenez, ein etwa 50,0 Meter langer West-Ost orientierter Cairn mit sechs Dolmen war, in die lange Gänge in Richtung Süden zu vier- bis sechsfach unterteilten Kammern von 8,0 bis 10,0 Metern Länge führten. Obwohl die Anlagen bereits im Mittelalter als Steinbruch genutzt wurde, ist der Platz ausgegraben, restauriert und mit einer Erklärungstafel versehen worden. Es handelt sich um eine Denkmalart, die nur im Küstenbereich der Bretagne vorkommt.

Dolmen von Quélarn
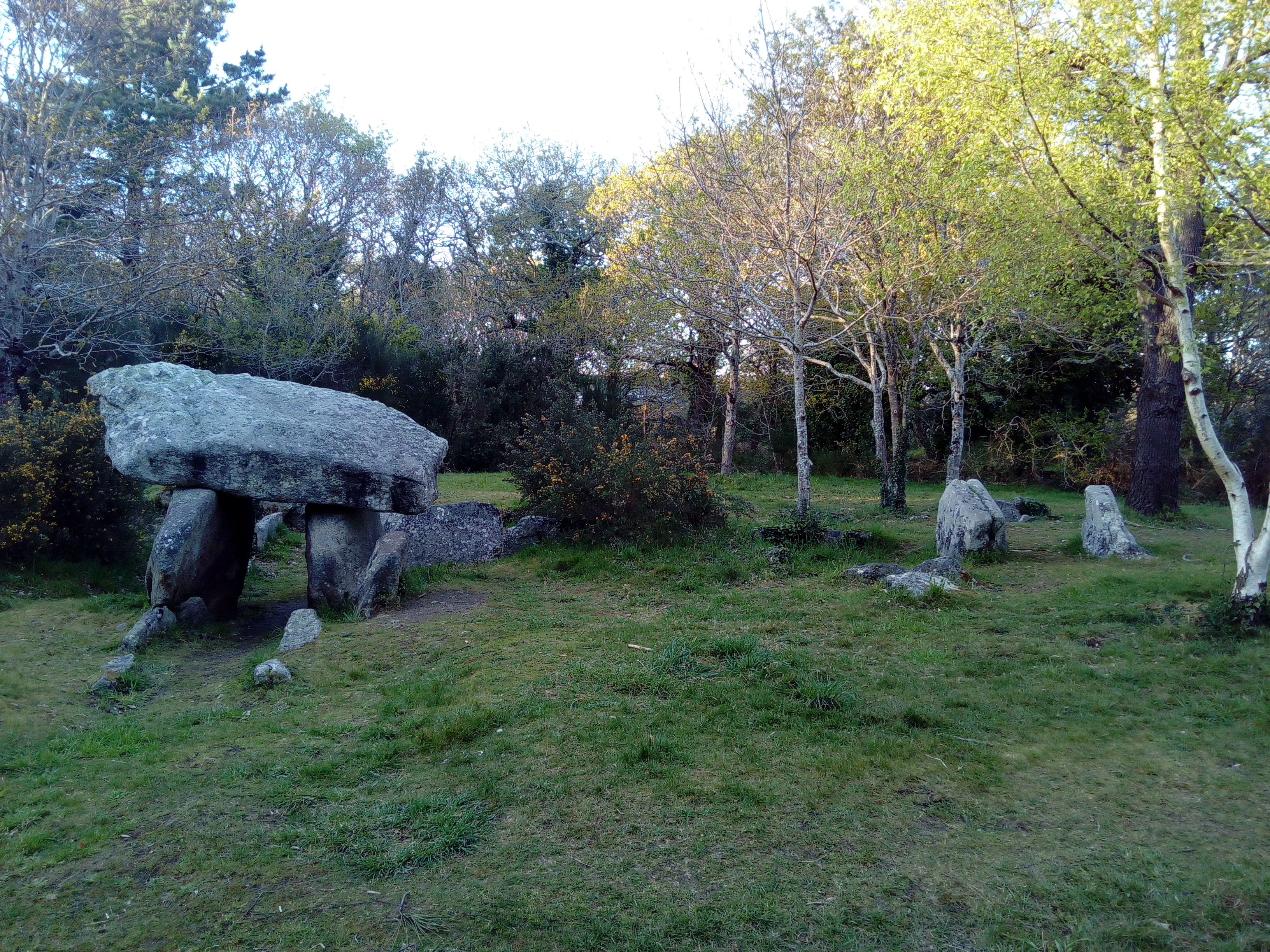
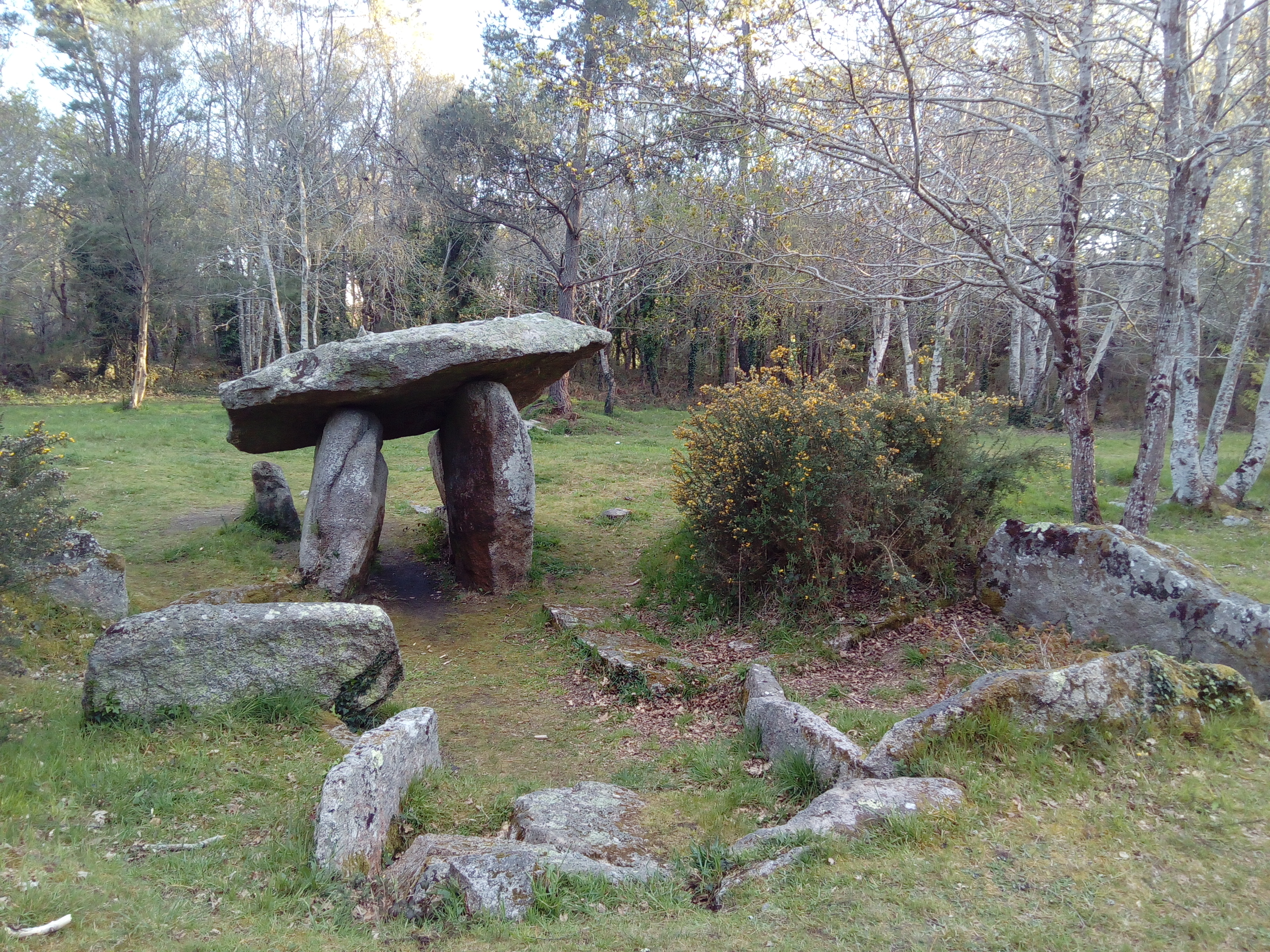
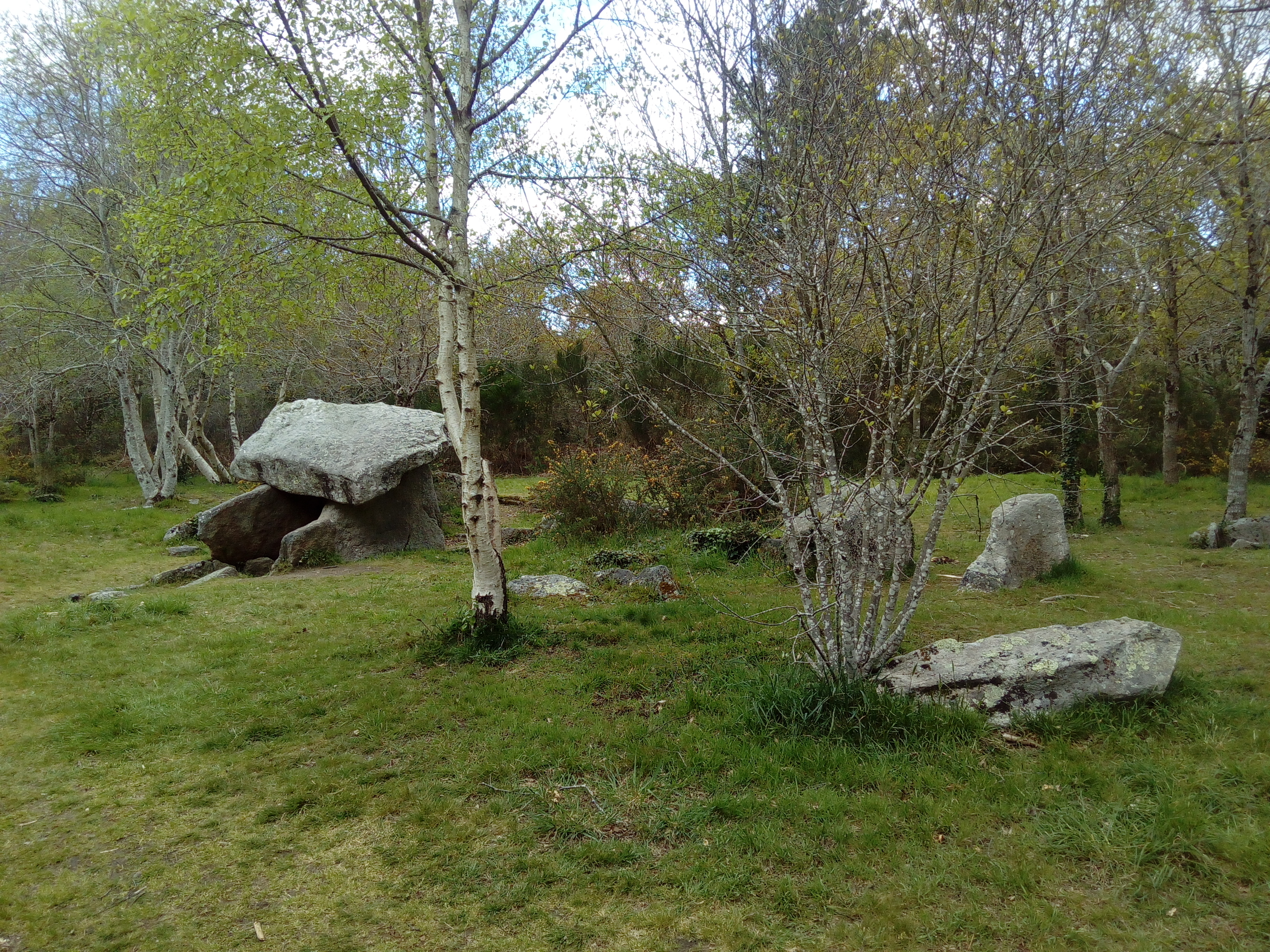
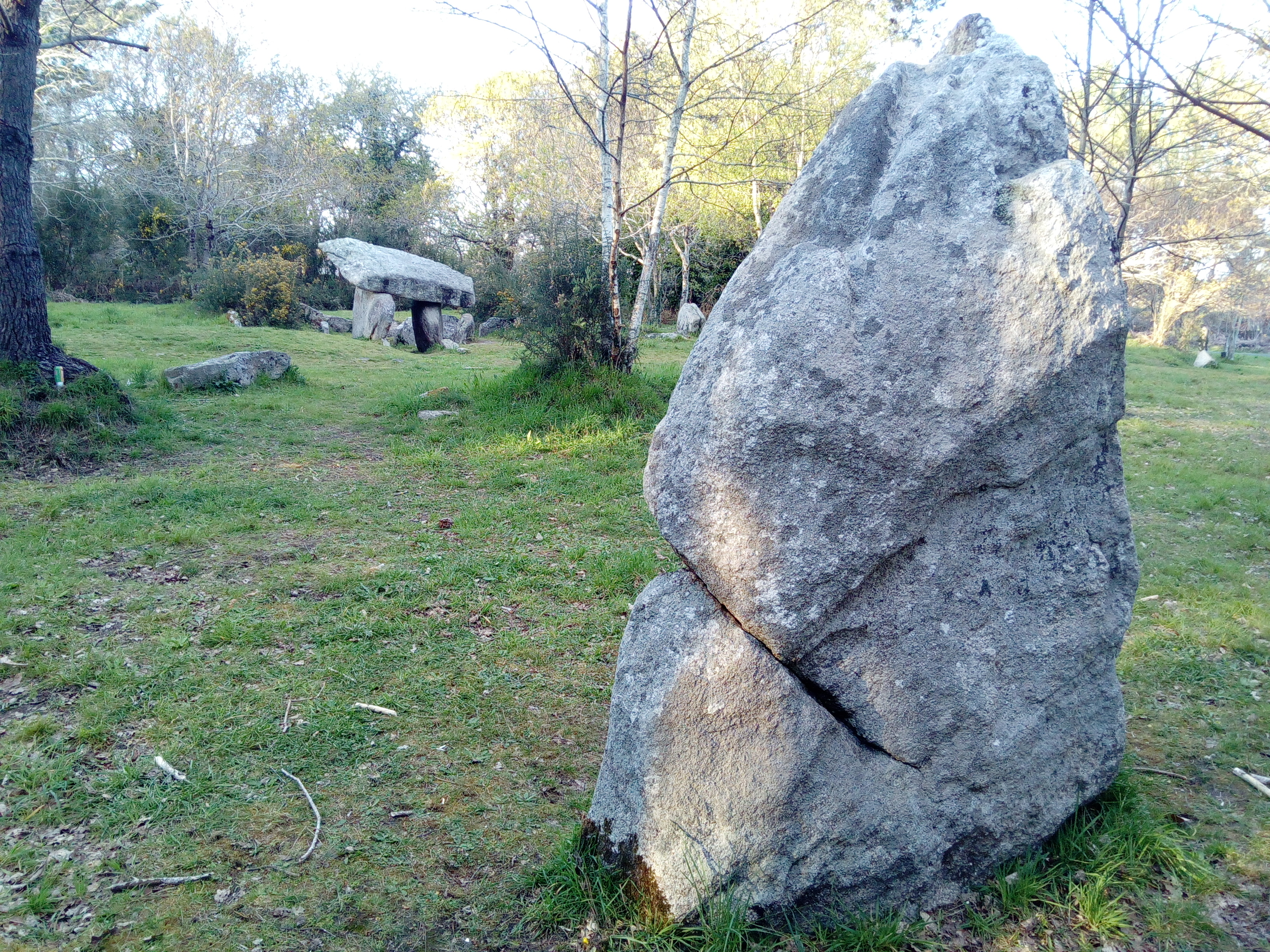
Menhir und Dolmen
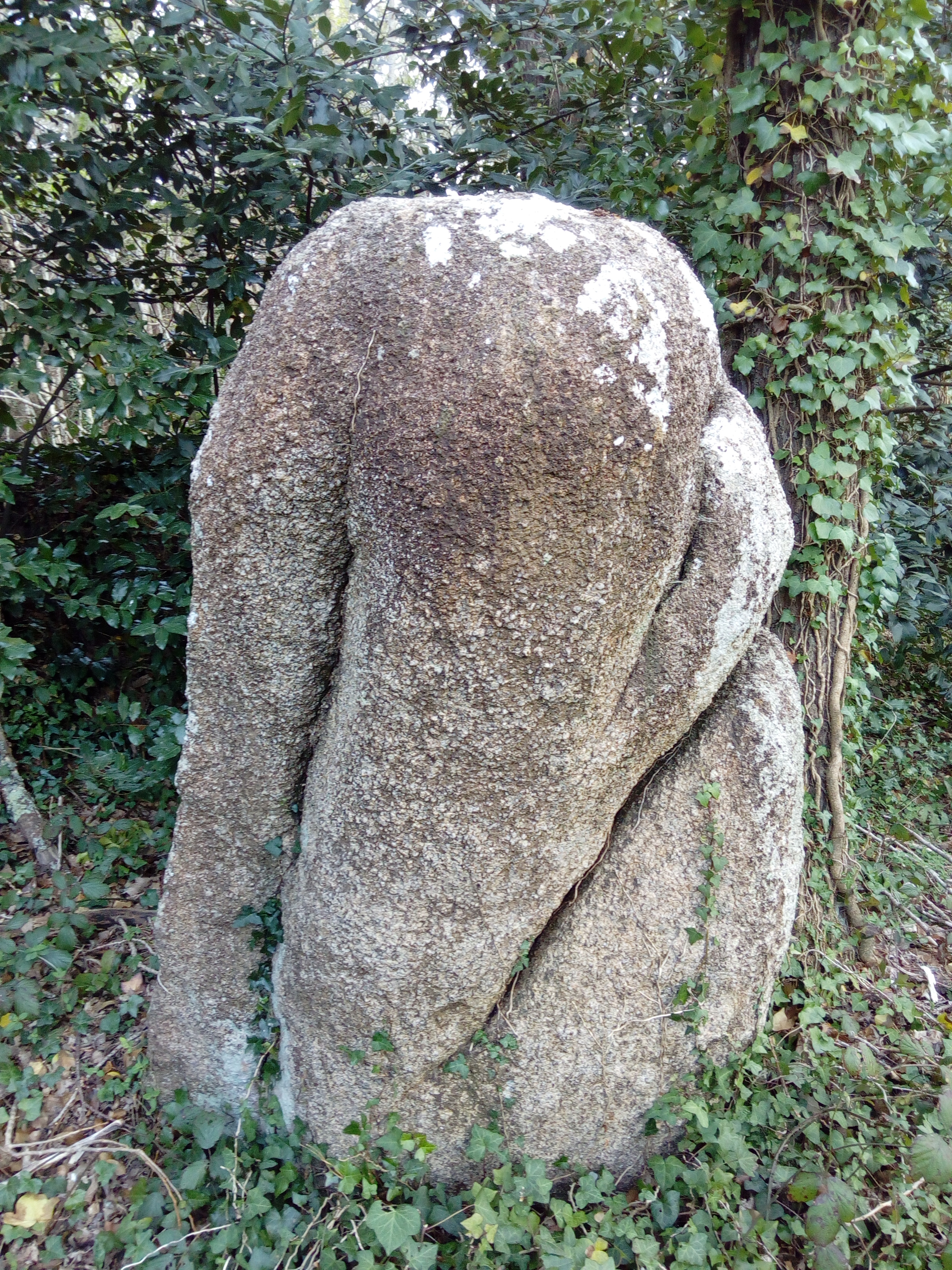

Etwa zwanzig Meter südlich steht der 1929 unter schutz gestellte etwa 2,0 Meter hoher Menhir von Quélarn. Es ist ein gespaltener Stein, der kein „Menhir indicateur“ ist, sondern zur Hügeleinfassung gehörte.
Etwa 100 m entfernt liegt der Dolmen von Tronval.